# Sak-ti
Lo Sak-ti (in sanscrito shakti) è un pugnale-coltello rituale del Tibet.
Il termine shakti è più propriamente relativo a una lancia e il pugnale shakti deriva dalla punta alla quale viene attaccata una corta impugnatura decorata con tre piume. Il pugnale risultante, ha una lama triangolare e il numero tre dei lati del metallo, unito al numero tre delle piume, ha un significato rituale per le religioni tibetane. Alcune divinità del locale pantheon sono infatti rappresentate con il pugnale shakti nella mano destra per simboleggiare la vittoria contro tre regni o contro l'ignoranza, il desiderio e l'avversione.